# نيسيات كبيرة
النيسيات الكبيرة (بالإنجليزية: Macronyssidae)‏ هيَ عائلة من السُّوس ضِمن رتبة متوسطات الفوهات.